# 長榮航空馬拉松
長榮航空馬拉松（EVA Air Marathon），前稱長榮航空城市觀光馬拉松，由中華民國路跑協會、中華民國文化休閒運動協會以及長榮航空共同主辦，是2018年起於中華民國臺北市舉行的年度马拉松比賽。目前賽事分有馬拉松、半程马拉松、10公里以及3公里四個組別。

## 關於賽事
首屆長榮航空城市觀光馬拉松於2018年開辦，賽事最初僅有半程馬拉松、10公里以及3公里三個組別，但比賽路線、大會服務廣受參賽跑者好評而續辦至今。Nike Run Club在2019年成為賽事合作訓練夥伴，除了比賽日的配速列車，也提供虛實整合的課程、賽前暖身跑等多型態活動。
2022年，除了賽事新增全程馬拉松組別，長榮航空亦舉辦「馬拉松幼苗計劃」校園巡迴活動，由曾兩度參加奧運馬拉松、現任Nike Run Club台灣區總教練吳文騫領銜，希冀傳遞正確的跑步訓練觀念。

### 歷屆冠軍
| 年   | 馬拉松                  | 馬拉松                           | 半程馬拉松             | 半程馬拉松         | 來源   |
| 年   | 男子組                  | 女子組                           | 男子組                 | 女子組             | 來源   |
| ---- | ----------------------- | -------------------------------- | ---------------------- | ------------------ | ------ |
| 2018 |                         |                                  | 周庭印（中華臺北）     | 曹純玉（中華臺北） | [ 1 ]  |
| 2019 |                         |                                  | 牧野冴希（日本）       | 曹純玉（中華臺北） | [ 6 ]  |
| 2020 |                         |                                  | 周庭印（中華臺北）     | 曹純玉（中華臺北） | [ 7 ]  |
| 2021 | 不適用                  | 不適用                           | 不適用                 | 不適用             | 不適用 |
| 2022 | 周庭印（中華臺北）      | 許育菀（中華臺北）               | 黃祥維（中華臺北）     | 曹純玉（中華臺北） | [ 3 ]  |
| 2023 | David Kipsang（肯尼亚） | Fien Cassandra Maree（澳大利亚） | Nattawut Innum（泰国） | 曹純玉（中華臺北） | [ 9 ]  |

## 圖集

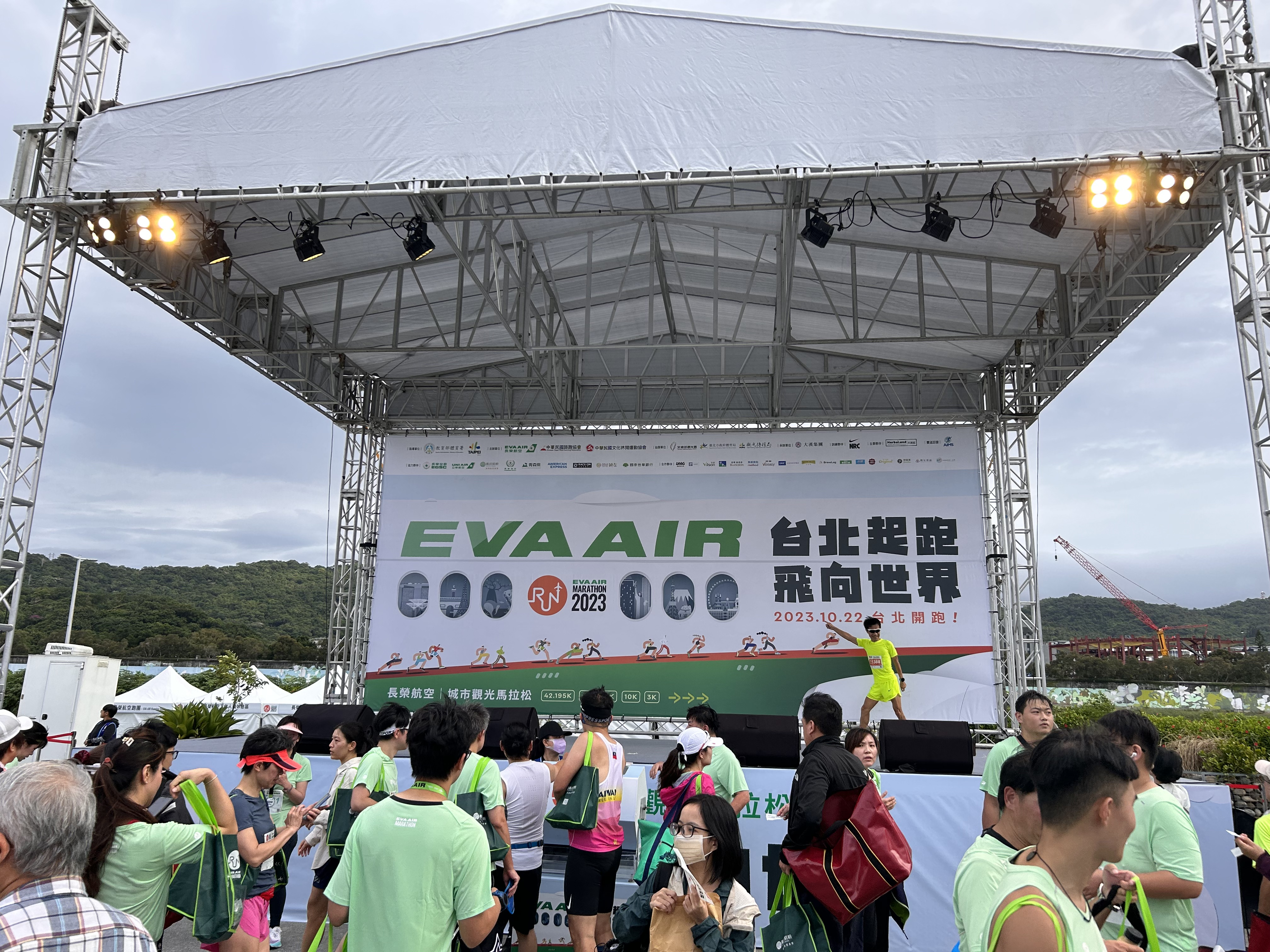
2023年賽事主會場

## 備註
1. ↑  受2019冠狀病毒病疫情影響，賽事停辦。[8]